# Torrey DeVitto
Torrey Joël DeVitto (Huntington, 8 giugno 1984) è un'attrice e modella statunitense.

## Biografia
Figlia di Mary e Liberty DeVitto, batterista di Billy Joel di origine italiana, figlio di Josephine Sardisco, proveniente da Napoli e Vincent DeVitto, siciliano.
Ha due sorelle, Devon e Maryelle. Frequenta la Fort Salonga Elementary School e, all'età di sei anni, comincia a prendere lezioni di violino. Dopo essersi diplomata alla Winter Park High School a Winter Park in Florida, trascorre l'estate in Giappone lavorando come modella.. Nel 2003 debutta in televisione partecipando ad un episodio della serie televisiva Dawson's Creek. In seguito partecipa a vari spettacoli teatrali e nel 2011 partecipa al film Il rito con Colin O'Donoghue, Anthony Hopkins e Maria Grazia Cucinotta.

## Carriera
Inizia la sua carriera apparendo in alcuni spot televisivi e firma un contratto con due agenzie di moda, ma, nel 2002, decide di seguire il suo sogno di diventare attrice. Nello stesso tempo, coltiva la sua passione per la musica e suona il violino con la "Tommy Davidson Band" al Sunset Room a Hollywood. Nel 2004 si esibisce anche nell'album di Raphael Saadiq, Ray Ray.
Partecipa ad alcune serie televisive come Dawson's Creek, Scrubs - Medici ai primi ferri, Jack & Bobby e debutta sul grande schermo con il cortometraggio Starcrossed. È spesso ricordata sia per il ruolo di Karen Kerr nella serie Beautiful People e sia per il suo ruolo ricorrente nella serie televisiva One Tree Hill nei panni della babysitter Carrie che ha cercato di rapire il figlio di Nathan e Haley. Nel 2010 entra nel cast di Pretty Little Liars nel ruolo di Melissa Hastings. Nel 2012 recita nella terza stagione di The Vampire Diaries, impersonando Meredith Fell, una giovane che lavora come medico attratta da Alaric Saltzman. Nel 2013 prese parte all'ultima stagione della serie Army Wives - Conflitti del cuore nel ruolo di Maggie Hall. Nel 2015 fino al 2021 entra a far parte del cast principale della serie televisiva Chicago Med interpretando la parte del medico Natalie Manning.

## Vita privata
Il 29 aprile 2011, Torrey si è sposata con il collega Paul Wesley, conosciuto sul set di The Vampire Diares, con una cerimonia privata a New York, per poi divorziare a maggio del 2013, dopo poco più di due anni di matrimonio.

## Filmografia

### Cinema
- Starcrossed, regia di James Burkhammer – cortometraggio (2005)
- Leggenda mortale (I'll Always Know What You Did Last Summer), regia di Sylvain White (2006)
- Heber Holiday, regia di McKay Daines (2007)
- Killer Movie, regia di Jeff Fisher (2008)
- Green Flash, regia di Paul Nihipali (2008)
- Il rito (The Rite), regia di Mikael Håfström (2011)
- Cheesecake Casserole, regia di Renji Philip (2012)
- Evidence, regia di Olatunde Osunsanmi (2013)
- Cold, regia di Derek Mori (2016)
- Stevie D, regia di Chris Cordone (2016)
- Amy Makes Three, regia di John Sternfeld (2016)
- Killer Movie: Director's Cut, regia di Jeff Fisher (2021)

### Televisione
- Dawson's Creek – serie TV, episodio 6x19 (2003)
- Scrubs - Medici ai primi ferri (Scrubs) – serie TV, episodio 3x03 (2003)
- The King of Queens – serie TV, episodio 7x09 (2005)
- Jack & Bobby – serie TV, episodio 1x17 (2005)
- Drake & Josh – serie TV, episodi 1x05 -2x09-3x06 (2004-2005)
- Beautiful People – serie TV, 16 episodi (2005-2006)
- Runaway - In fuga (Runaway) – serie TV, episodio 1x08 (2006)
- CSI: Miami – serie TV, episodio 6x14 (2008)
- One Tree Hill – serie TV, 16 episodi (2008)
- Castle – serie TV,  episodio 2x03 (2009)
- Pretty Little Liars – serie TV, 40 episodi (2010-2017)
- Marcy – serie TV, episodio 1x11 (2011)
- The Vampire Diaries – serie TV, 12 episodi (2012-2013)
- The Real St. Nick, regia di Penelope Spheeris – film TV (2012)
- Army Wives - Conflitti del cuore (Army Wives) – serie TV, 13 episodi (2013)
- Stalker – serie TV, episodio 1x01 (2014)
- CSI - Scena del crimine (CSI: Crime Scene Investigation) – serie TV, episodio 14x21 (2014)
- Major Crimes – serie TV, episodio 3x13 (2014)
- Una festa di Natale da sogno (Best Christmas Party Ever), regia di John Bradshaw – film TV (2014)
- Chicago Med – serie TV, 120 episodi (2015-2021)
- Un amore di collega (It Had to Be You), regia di Bradford May – film TV (2015)
- Chicago P.D. – serie TV, 7 episodi (2016-2019)
- Un biglietto per Natale (Write Before Christmas), regia di Pat Williams – film TV (2019)
- Chicago Fire – serie TV, 4 episodi (2017-2020)
- Ricomincio dal Natale (The Christmas Promise), regia di Fred Gerber – film TV (2021)
- L'amore viaggia nel tempo (Rip in Time), regia di Jessica Harmon – film TV (2021)

## Doppiatrici italiane
Nelle versioni in italiano delle opere in cui ha recitato, Torrey DeVitto è stata doppiata da:
- Angela Brusa in Pretty Little Liars, Army Wives - Conflitti del cuore, The Vampire Diaries, Drake & Josh, Leggenda Mortale, CSI: Miami, Stalker
- Ilaria Latini in Chicago PD, Chicago Med e Chicago Fire
- Domitilla D'Amico in Castle - Detective tra le righe, Major Crimes
- Micaela Incitti in Scrubs - Medici ai primi ferri
- Federica De Bortoli in Beautiful People
- Sabrina Duranti in CSI: Miami
- Gemma Donati in One Tree Hill
- Vanessa Lonardelli in Un amore di collega
- Sara Ferranti ne Il rito